# Заглавак
Заглавак је насеље у Србији у општини Бајина Башта у Златиборском округу. Према попису из 2022. било је 269 становника.

## Демографија
У насељу Заглавак живи 527 пунолетних становника, а просечна старост становништва износи 55,2 година (52,6 код мушкараца и 57,6 код жена). У насељу има 250 домаћинстава, а просечан број чланова по домаћинству је 2,26.
Ово насеље је у потпуности насељено Србима (према попису из 2002. године).
|  |

| Демографија | Демографија | Демографија |
| Година      | Становника  | Становника  |
| ----------- | ----------- | ----------- |
| 1948.       | 1.827       |             |
| 1953.       | 1.904       |             |
| 1961.       | 1.793       |             |
| 1971.       | 1.514       |             |
| 1981.       | 1.191       |             |
| 1991.       | 814         | 803         |
| 2002.       | 566         | 578         |

| Етнички састав према попису из 2002.‍ | Етнички састав према попису из 2002.‍ | Етнички састав према попису из 2002.‍ | Етнички састав према попису из 2002.‍ | Етнички састав према попису из 2002.‍ |
| ------------------------------------ | ------------------------------------ | ------------------------------------ | ------------------------------------ | ------------------------------------ |
|                                      |                                      |                                      |                                      |                                      |
| Срби                                 | Срби                                 |                                      | 566                                  | 100,0%                               |
| непознато                            | непознато                            |                                      | 0                                    | 0,0%                                 |

| Година пописа     | 1948. | 1953. | 1961. | 1971. | 1981. | 1991. | 2002. |
| ----------------- | ----- | ----- | ----- | ----- | ----- | ----- | ----- |
| Број домаћинстава | 299   | 310   | 325   | 316   | 315   | 300   | 250   |

| Број чланова      | 1  | 2   | 3  | 4  | 5  | 6 | 7 | 8 | 9 | 10 и више | Просек |
| ----------------- | -- | --- | -- | -- | -- | - | - | - | - | --------- | ------ |
| Број домаћинстава | 74 | 102 | 34 | 23 | 11 | 4 | 1 | 1 | 0 | 0         | 2,26   |

| Пол    | Укупно | Неожењен/Неудата | Ожењен/Удата | Удовац/Удовица | Разведен/Разведена | Непознато |
| ------ | ------ | ---------------- | ------------ | -------------- | ------------------ | --------- |
| Мушки  | 263    | 60               | 172          | 25             | 4                  | 2         |
| Женски | 274    | 18               | 174          | 78             | 2                  | 2         |
| УКУПНО | 537    | 78               | 346          | 103            | 6                  | 4         |

| Пол    | Укупно                    | Пољопривреда, лов и шумарство | Рибарство                            | Вађење руде и камена | Прерађивачка индустрија       |
| ------ | ------------------------- | ----------------------------- | ------------------------------------ | -------------------- | ----------------------------- |
| Мушки  | 150                       | 99                            | 0                                    | 1                    | 14                            |
| Женски | 115                       | 111                           | 0                                    | 0                    | 1                             |
| УКУПНО | 265                       | 210                           | 0                                    | 1                    | 15                            |
| Пол    | Производња и снабдевање   | Грађевинарство                | Трговина                             | Хотели и ресторани   | Саобраћај, складиштење и везе |
| Мушки  | 1                         | 9                             | 2                                    | 4                    | 8                             |
| Женски | 0                         | 0                             | 2                                    | 0                    | 0                             |
| УКУПНО | 1                         | 9                             | 4                                    | 4                    | 8                             |
| Пол    | Финансијско посредовање   | Некретнине                    | Државна управа и одбрана             | Образовање           | Здравствени и социјални рад   |
| Мушки  | 0                         | 3                             | 2                                    | 1                    | 0                             |
| Женски | 0                         | 0                             | 0                                    | 1                    | 0                             |
| УКУПНО | 0                         | 3                             | 2                                    | 2                    | 0                             |
| Пол    | Остале услужне активности | Приватна домаћинства          | Екстериторијалне организације и тела | Непознато            | Непознато                     |
| Мушки  | 6                         | 0                             | 0                                    | 0                    | 0                             |
| Женски | 0                         | 0                             | 0                                    | 0                    | 0                             |
| УКУПНО | 6                         | 0                             | 0                                    | 0                    | 0                             |